# Тютюнниківський парк
Тютю́нниківський парк — парк-пам'ятка садово-паркового мистецтва місцевого значення в Україні. Об'єкт природно-заповідного фонду Житомирської області. 
Розташований на території Чуднівського району Житомирської області, в селі Тютюнники. 
Площа 5 га. Статус отриманий у 1964 році. Перебуває у віданні Тютюнниківської сільської ради. 
Статус надано для збереження старого парку, заснованого в першій половині XIX ст. Зростають ясен, біла акація, горіх волоський, горіх сірий, з яких сформавано алеї, а також біогрупи з липи і клена гостролистого. 